# Деспотис (дем Гревена)
Деспотис или Снихово (на гръцки: Δεσπότης, до 1927 година: Σνίχοβο, Снихово) е село в Република Гърция, дем Гревена, област Западна Македония.

## География
Селото е разположено на 660 m надморска височина, на около 15 km южно от град Гревена.

## История

### В Османската империя
В края на ХІХ век Снихово е гръцко християнско село в южната част на Гребенската каза на Османската империя. 
Според статистика на Серфидженския санджак на гръцкото консулство в Еласона от 1904 година в Синиховон (Σινίχοβον), Гревенска каза, живеят 125 гърци елинофони християни.

### В Гърция
През Балканската война в 1912 година в селото влизат гръцки части и след Междусъюзническата в 1913 година Снихово влиза в състава на Кралство Гърция.
През 1927 година името на селището е сменено на Деспотис, в превод Владика в памет на обявения за национален мъченик митрополит Емилиан Гревенски.
През 1970 - 1971 година правителството на военната хунта в Гърция създава новото селище Агии Теодори, в което постепенно са преселват жители от Деспотис и от още 6 околни села.
Населението произвежда жито, тютюн и други земеделски култури, като частично се занимава и със скотовъдство.
| Име        | Име            | Ново име    | Ново име       | Описание                         |
| ---------- | -------------- | ----------- | -------------- | -------------------------------- |
| Гома Дудас | Γκόμα Ντούντας | Мандри Дуда | Μαντρί Ντούντα | връх (566 m) северно от Деспотис |

| Година    | 1913 | 1920 | 1928 | 1940 | 1951 | 1961 | 1971 | 1981 | 1991 | 2001 | 2011 | 2021 |
| --------- | ---- | ---- | ---- | ---- | ---- | ---- | ---- | ---- | ---- | ---- | ---- | ---- |
| Население | 226  | 207  | 195  | 225  | 301  | 166  | 110  | 99   | 59   | 36   | 15   | 13   |